# هجرة انتقائية
هجرة انتقائية أو هجرة اصطفائية هي نوع من الهجرة حيث البلد المضيف يختار و تنتقي مهاجريه. انها وسيلة تهدف لصالح جلب العمال المهرة، الذين يمكن أن يجلبون قيمة مضافة لحالة البلد الاقتصادية و صد الطريق عن المهاجرين، الذين هدفهم استغلال النظام الاجتماعي في البلد المضيف.

## تعريف
سياسة الهجرة هي جانب من جوانب السياسة السكانية للدولة. و تسن الدول قوانين الهجرة فتحد بها تيار الهجرة الخارجية إليها و تنظمه. و هي قوانين لا تسمح بالهجرة إلى البلاد إلا لفريق من الرعايا الأجانب تصطفيهم، فهي إذن تنظم هجرة اصطفائية انتقائية. و قد انشأت بعض الدول كالولايات المتحدة الأمريكية نظام الحصص، فلا تقبل من المهاجرين إلا نسبا معينة من عدد السكان الذين كانت لهم نفس الجنسية الأصلية في زمن معين.و تلجا بعض الدول إلى تنظيم توزيع السكان في أرجاء بلادها أحيانا. و يكون ذلك بطريق تنظيم الهجرة الداخلية.

## أوروبا
تم تطوير السياسة هجرة انتقائية في الدول الغرب أوروبية وخاصة من قبل الاتحاد الأوروبي تحت اسم البطاقة الزرقاء، كما في الولايات المتحدة بالبطاقة الخضراء.
في بعض البلدان الأوروبية الأخرى، يُشير ببساطة إلى تصريح عمل كما هو الحال في ألمانيا.

## هوامش
1. ↑  http://ar-i.demopaedia.org نسخة محفوظة 29 أغسطس 2017 على موقع واي باك مشين.

## وصلات خارجية
- European Parliament- Blue Card Feature
- Council Directive 2009/50/EC of 25 May 2009
- Discussion about the Blue Card with Focus on Germany